# Teresa Borsuk
Teresa Anna Borsuk (novembre 1956) è un'architetta inglese.

## Biografia
Nacque nel novembre del 1956. Interessata all'architettura fin dalla giovane età, ha frequentato la Bartlett School presso l'University College di Londra, conseguendo, nel 1981, la laurea in architettura. Ha trascorso un anno presso l'Università del Kansas.
Dopo l'università viene assunta presso lo studio di architettura e design della Degw, studio fondato da Frank Duffy, Peter Eley, Luigi Giffone e John Worthington, e specializzandosi nella progettazione di case. Il suo primo progetto venne venduto ad Amsterdam dalla casa d'aste Christie's. Dal 1984 realizza diversi progetti abitativi, tra i quali, la Walthamstow Town Center di Walthamstow, Greater London, ed il restauro dei Royal Gunpowder Mills di Waltham Abbey.
Nel 1999 la venne nominata direttore esecutivo dello studio di architettura, Pollard Thomas Edwards, dove, nel 2014, diventa socia, celebrando il suo quarantesimo anniversario. Nello stesso anno ha completato il progetto di 76 abitazioni residenziali, denominate, "The Avenue" nella località di Saffron Walden, nell'Essex. Nel 2015 è stata nominata dalla rivista Journal Architects, "Donna architetto dell'anno", per i suoi sforzi volti a ridurre le disparità di lavoro tra uomini e donne.